# 理查德·卢卡斯
理查德·卢卡斯（英語：Richard Lucas，1896年7月27日—1968年5月29日），英国男子赛艇运动员。他曾代表英国参加1920年夏季奥林匹克运动会赛艇比赛，获得男子八人单桨有舵手银牌。